# Josef Kratochvíl
Josef Kratochvíl, češki zoolog in akademik, * 6. januar 1909, † 17. februar 1992.
Kratochvíl je deloval kot profesor zoologije, konzultant - vodilni znanstveni delavec Inštituta za raziskovanje vretenčarjev Češkoslovaške akademije znanosti in bil dopisni član Slovenske akademije znanosti in umetnosti (od 5. februarja 1970).